# Trametes minuta
Trametes minuta är en svampart som beskrevs av Læssøe & Ryvarden 2010. Trametes minuta ingår i släktet Trametes och familjen Polyporaceae.   Inga underarter finns listade i Catalogue of Life.